# C'era una volta...
C'era una volta... is een Italiaanse filmkomedie uit 1967 onder regie van Francesco Rosi.

## Verhaal
De Spaanse prins Rodrigo moet uit zeven Italiaanse prinsessen zijn bruid kiezen. Hij wordt echter verliefd op het eenvoudige boerenmeisje Isabella. Een huwelijk lijkt uitgesloten, omdat Isabella geen prinses is. Dan krijgen ze evenwel hulp van een monnik met toverkrachten.

## Rolverdeling
| Acteur            | Personage                     |
| ----------------- | ----------------------------- |
| Sophia Loren      | Isabella Candeloro            |
| Omar Sharif       | Prins Rodrigo Fernández       |
| Georges Wilson    | Jean-Jacques Bouché           |
| Leslie French     | Broeder Giuseppe da Copertino |
| Dolores del Río   | Koningin-moeder               |
| Marina Malfatti   | Olimpia Capece Latro          |
| Anna Nogara       | Ongeduldige prinses           |
| Rita Forzano      | Gulzige prinses               |
| Carlotta Barilli  | Bijgelovige prinses           |
| Rosa María Martín | Verwaande prinses             |
| Fleur Mombelli    | Trotse prinses                |
| Anna Liotti       | Infante                       |
| Renato Pinciroli  | Carpaccio                     |